# Београдска капија (Истанбул)
Београдска капија (тур. Belgradkapı) је кварт у округу Зејтинбурну у Истанбулу. Насеље добија по османском султану Сулејману Величанственом који је 1521. године освојио Београд, модерну престоницу Србије, и преселио његово становништво на неколико локација у Истанбулу, укључујући садашњу област Белградкапи.
Белградкапи се налази са обе стране на бедемима Истанбула у европском делу града.

## Историја
Након освајања Београда 1521. године, султан Сулејман Величанствени је преселио његово градско становништво. Преместио је неколико група у сам Цариград, у области које су постале познате као Београдска гора и Београдска капија (Belgrad Ormanı и Belgradkapı).
По уобичајеном обрасцу, етничке групе су биле специјализоване за одређене занате и послове. Становници Београдске горе радили су на одржавању резервоара слатке воде у шуми. Вода је затим преко аквадукта пренета у центар града. Не постоје сачувани записи о специјализацији становника Белградкапија, али на основу сачуваних артефаката и спомен обележја из тог периода, вероватно су се бавили кожним занатом.
Генерално, осим неколико православних цркава („углавном грађених да буду неупадљиве, скривене иза високих зидова“), нема других физичких остатака Београђана који су живели у Истанбулу. Ову тему српски научници нису много изучавали, посебно не од 1950-их, па је судбина београдског становништва непозната: да ли су сви били асимилирани, или су неки преживели и вратили се у Србију након стицања независности почетком 19. века. Остаје непознато и зашто је једна група насељена ван градских зидина (Београдска гора), а друга унутра (Београдска капија).

## Карактеристике
Главна осовина кварта је истоимена авенија (тур. Belgradkapı Caddesi) који се протеже између Једикулеа и Силиврикапија. У Белградкапи, у археолошким ископавањима, откривени су многи антички саркофази.

## Црква Богородице Белградкапи
Цркву је пројектовао грчки архитекта Хаџи Николаос, а изградили су је грчки зидари. Зграда је заправо ниска кућа, зидана од камена. Нема ни куполе ни звоника, а ограђена је зидом који заклања поглед на цркву. Црква је оштећена током Истанбулског погрома 1955. године. Маса побуњеника је упала у цркву, запаливши зграду и уништивши иконостас, иконе и све реликвије. Црква се полако обнављала у наредних 10 година.
Неки турски историчари веровали су да је ктитор такође из Београда. То веровање је засновано на словенском ћириличном натпису на зидовима. Међутим, натпис и крстови су знатно млађи, потичу из 1837. године, а исклесао их је мајстор Сиљан из Врбена, код Дебра, у савременој Северној Македонији. Дебарски мајстори су у то време били веома цењени и ангажовани су да украшавају православне цркве широм Балкана.
Цркву је у 19. веку проучавао историчар Стојан Новаковић, који је проучавао живот Београђана у Истанбулу. Године 1953. истражио га је архитекта Александар Дероко, који је трагао за средњовековним иконама. Новаковић је сматрао да иконе потичу из Београдске митрополије, када је становништво пресељено 1521. године. На иконама је била 1539. година, али је Новаковић веровао да је то накнадно додато. На основу свог истраживања, Дероко је касније прегледао иконе, али на основу њихових стилских карактеристика није могао да потврди да су претходиле 1521. Осим тога, оспорио је да, уколико би се иконе донеле из Београда, не би било потребе да се нове иконе праве тек 18 година касније. Научна и народна прича о пореклу икона су се разишла, али су уништене две године након што их је прегледао Дероко који је, барем, фотографисао унутрашњост.